# Ярмаки
Ярмаки (укр. Ярмаки) — село,
Ярмаковский сельский совет,
Миргородский район,
Полтавская область,
Украина.
Код КОАТУУ — 5323289601. Население по переписи 2001 года составляло 404 человека.
В Центральном Государственном Историческом Архиве Украины в городе Киеве есть документы православной церкви за 1750-1794 годы
Является административным центром Ярмаковского сельского совета, в который, кроме того, входят сёла
Емцы и
Ерки.

## Географическое положение
Село Ярмаки находится между реками Хорол (правый берег) и Сага (левый берег),
выше по течению реки Хорол на расстоянии в 3 км расположено село Ерки,
на противоположном берегу реки Хорол — село Рыбальское,
на противоположном берегу реки Сага — село Мальцы.
Реки в этом месте извилистые, образуют лиманы, старицы и заболоченные озёра.
Село указано на подробной карте Российской Империи и близлежащих заграничных владений 1816 года

## Экономика
- Молочно-товарная ферма.
- ЧП «Им. Зубковского».

## Объекты социальной сферы
- Школа І—ІІ ст.

## Известные люди
В селе родился Герой Советского Союза Николай Корсун.